# Ibn al-Asir
Abu al-Hasan Ali ibn Mohamed ibn Mohamed aš-Šajbani, bolj znan kot Ali Iz ad-Din ibn Mohamed aš-Šajbani (arabsko علي عز الدین بن الاثیر الجزري) je bil slaven izvedenec za Hadis, zgodovinar in biograf, ki je pisal v arabščini, * 12. maj 1160, Džazirat Ibn Umar, Seldžuško cesarstvo, †  1233, Mosul, Ajubidski kalifat. 
Pri enaindvajsetih letih se je skupaj z očetom preselil v Mosul, da bi nadaljeval svoj študij zgodovine in islamskega izročila. 

## Biografija
Ibn al-Asir je pripadal Šajbanovi veji velikega in vplivnega arabskega plemena Banu Bakr  iz Zgornje Mezopotamije. Pleme je  dalo svoje ime mestu Diyarbakır. Nekateri viri ga opisujejo kot Kurda.
Imel je brata Majd ad-Dina in Dija ad-Dina Ibn Asirja. Al-Asir je živel znanstveno življenje v Mosulu, pogosto obiskoval Bagdad in nekaj časa potoval s Saladinovo vojsko po Siriji. Kasneje je živel v Alepu in Damasku. Njegovo glavno delo je bila svetovna zgodovina z naslovom al-Kamil fi at-Tarikh (Popolna zgodovina). Umrl je v Mosulu.

## Sodobna zgodovina
Po poročanju agencije Reuters so njegovo grobnico v Mosulu junija 2014 oskrunili člani veje Al Kaide Islamska država Iraka in Levanta (ISIL).

## Dela
- Al-Kāmil fī al-tārīkh (الكامل في التاريخ), Popolna zgodovina v 11 delih[11]
- Usd al-ghabah fi marifat al-Saḥabah, Gozdni levi in znanje o spremljevalcih
- Jami' al-Usul fi Ahadeth ar-Rasul, obsežna zbirka Hadisa v 14 delih[12]
- n-Nihayatu fi Gharib al-Hadith wa al-Athar, klasično delo o terminologiji Hadisa[13]
- Al-Qawl al-Jamil fi 'Ilm al-Jarh wa at-Ta'dil
- Al-Tārīkh al-bāhir fī al-Dawlah al-Atābakīyah bi-al-Mawṣil
- Al-Lubāb fī tahdhīb al-ansāb